# Cheesecake
Cheesecake er en sød dessert der består af et eller flere lag. Det tykkeste lag består af en blanding af blød, frisk ost (typisk smøreost eller ricotta), æg og sukker. Hvis der er en bund i  kagen, er den som regel lavet som en skorpe af knuste cookies eller digestivekiks eller en bagt sukkerkage. Kagen kan bages eller serveres ubagt (normalt afkølet). Cheesecake bliver normalt sødet med sukker og kan være dekoreret med frugt, flødeskum, nødder, frugtsovs og/eller chokoladesirup. Cheesecake kan også fremstilles med forskellige smage som eksempelvis jordbær, græskar, lime, chokolade eller karamel.